# Blabbermouth.net
Blabbermouth — новинний вебсайт, присвячений музичним жанрам метал та рок. Крім новин містить також рецензії на музичні альбоми та DVD. Blabbermouth.net був описаний газетою London Free Press як «надійний ресурс та фан-сайт». Blabbermouth.net широко цитується як авторитетне джерела, на сайт, зокрема, посилаються London Free Press, New Musical Express MTV.com,, Toronto Sun, Baltic News Service,, St. Petersburg Times, News.com.au, і OC Weekly.

## Історія
Засновник сайту Borivoj Krgin придумав концепцію Blabbermouth в січні 2000 року. Його друг і засновник Century Media Records Роберт Кампф запропонував створити хеві-метал-портал для збуту продукції звукозаписних компаній через цей портал. Однак Borivoj Krgin цю ідею не підтримав, а висловився за створення цілодобового новинного сайту, оскільки хороших новинних сайтів тоді ще не було. Borivoj Krgin приступив до розробки сайту, первісна «примітивна» версія якого була запущена 3 березня 2001 року. Інший його друг і активіст Roadrunner Records Монте Коннер запропонував перенести сайт на сервери цього лейблу, щоб Krgin міг зосередитися на утриманні, а не на технічних аспектах. Таким чином, Blabbermouth.net був офіційно відкритий у жовтні 2001 року.